# Schuppan 962CR
Schuppan 962CR — суперкар, що був збудований 1994 британською спеціалізованою фірмою Modena Wycombe на базі Porsche 962 під керівництвом австралійського пілота Формули-1 Верна Шуппана. Той був у команді переможців 1983 на Porsche 945 на 24 години Ле-Мана і переміг на All Japan Sports Prototype Championship. Шуппан таким чином намагався показати своє визнання для марки Porsche, залучивши до фінансування проекту японців. Кузов виготовлено з кевлару. Було виготовлено 6 Schuppan 962CR.

## Технічні дані

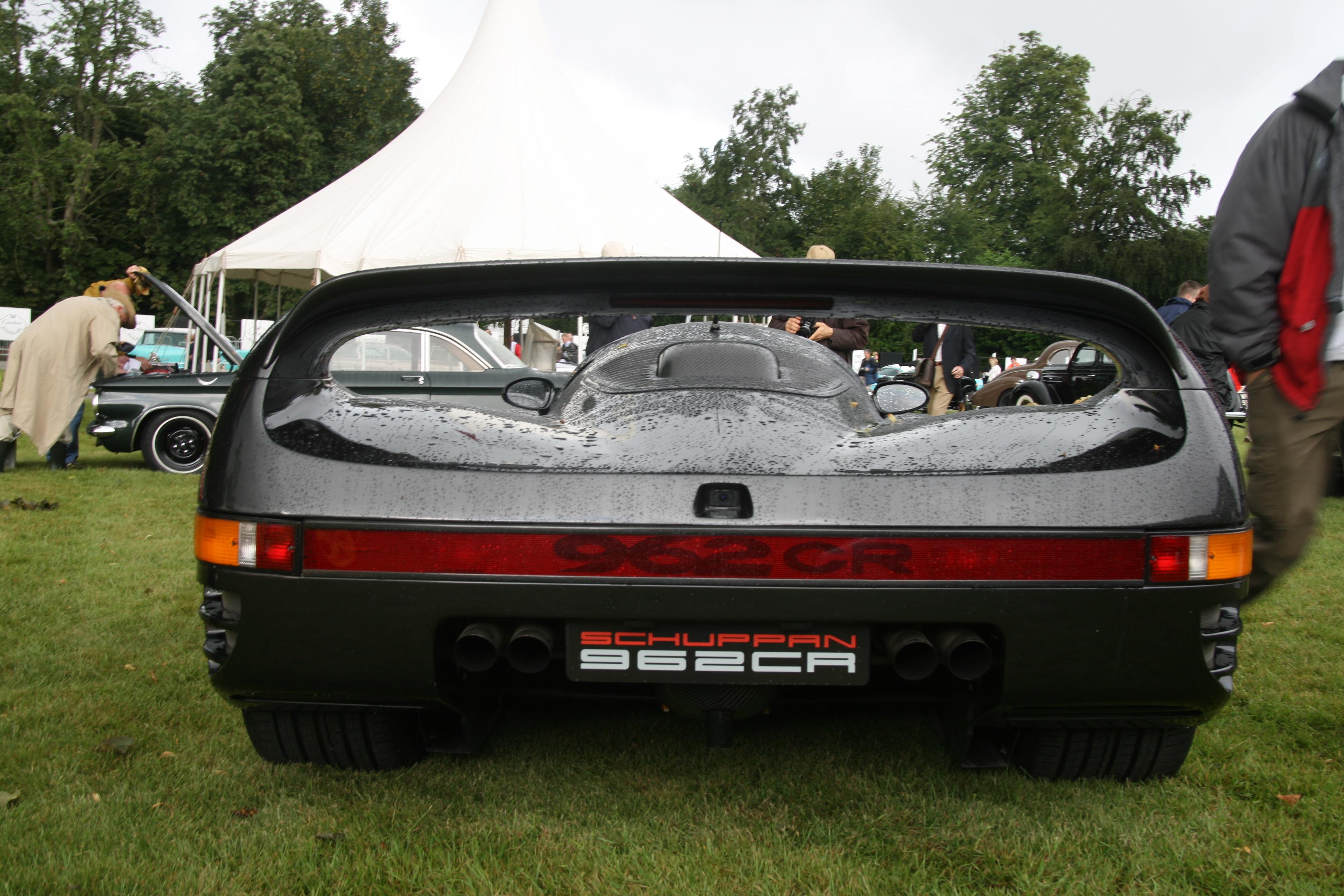
Тильна частина Schuppan 962CR

|                               |                                                           |
| Розміри                       | Параметри                                                 |
| Мотор                         | B6 DOHC 24v, два турбонагнітачі                           |
| Циліндри                      | 97 x 74,4 мм                                              |
| Потужність                    | 600 к.с. (447 кВт) при 7000 об/хв                         |
| Момент обертання, макс.       | 650 Нм при 6800 об/хв                                     |
| Степінь компресії             | 7,5:1                                                     |
| Гальма                        | стальні дискові діаметром 355 мм                          |
| Колеса                        | Титанові ободи. (перед 255 x 35 ZR18/ззаду 345 x 35 ZR18) |
| Витрата палива на 100 км      | 25,3 л                                                    |
| Гальмівний шлях, 100-0 км/год | 30,2 м                                                    |
| Прискорення, 0-100 км/год     | 3,4 сек                                                   |
| Прискорення, 0-200 км/год     | 9,0 сек                                                   |
| Прискорення, 0-300 км/год     | 23,0 сек                                                  |
|                               |                                                           |